# 拉丁姆

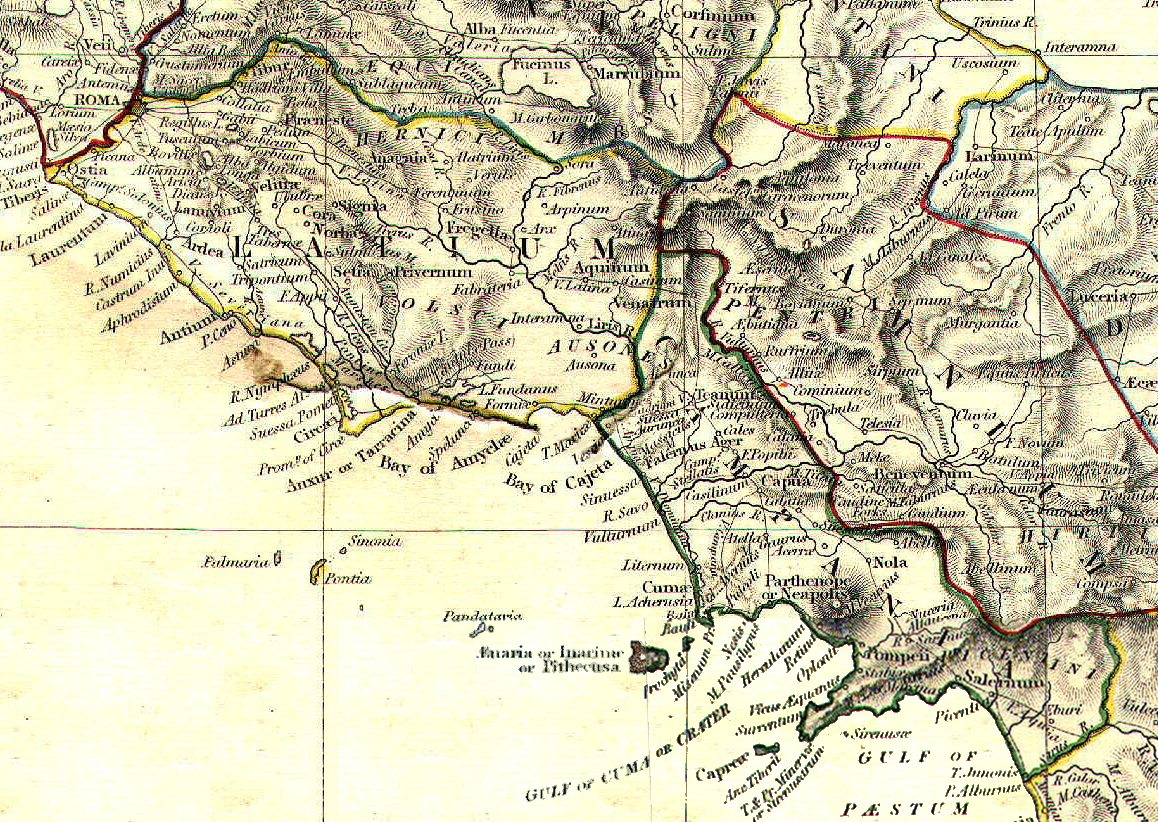
早期的拉齐奥与坎帕尼亚

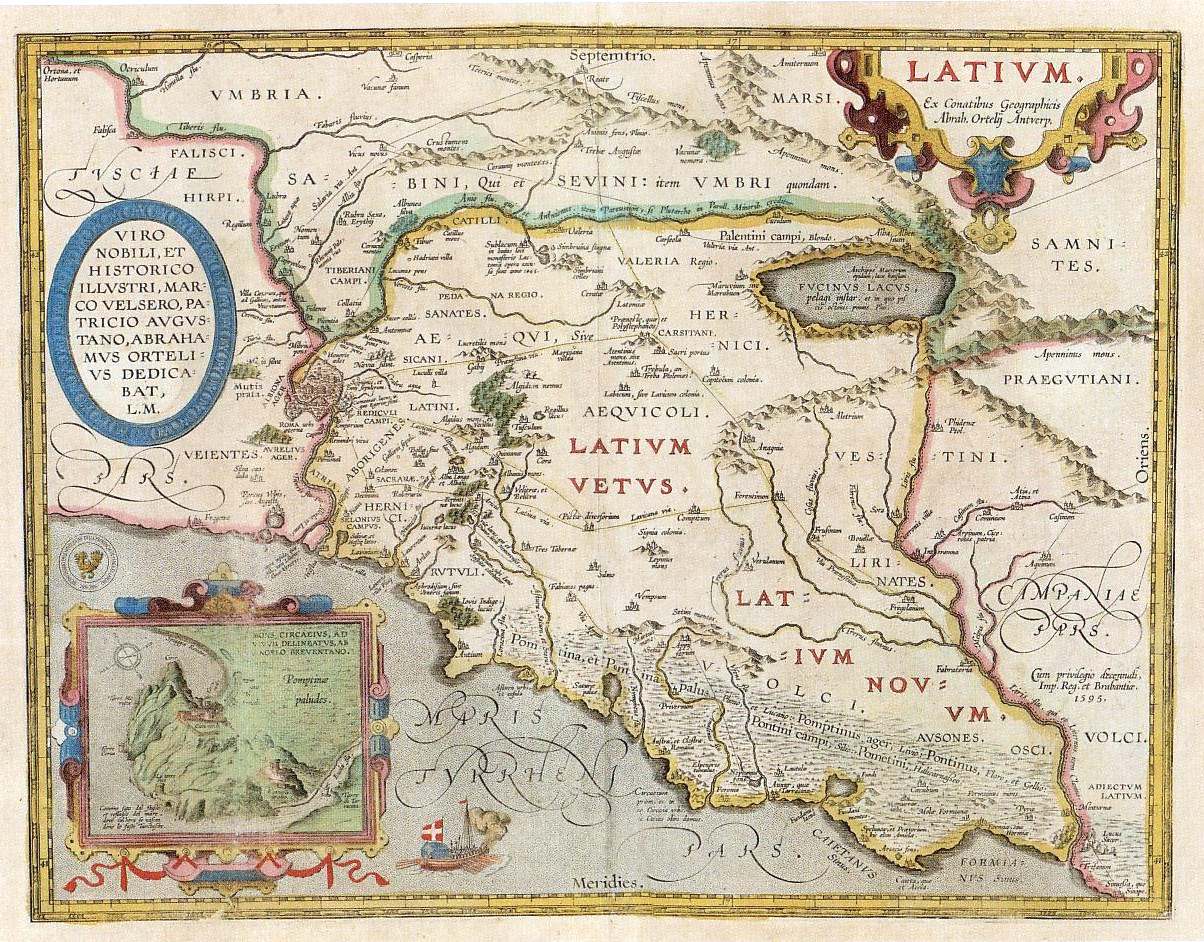
亚伯拉罕·奥特尔在1595年绘制的拉齐奥地图

拉丁姆（拉丁語：Latium）是意大利中西部的一个区域，对应今天的拉齐奥，在那里罗马城建立并扩展至罗马帝国首都 。拉齐奥原本是一个肥沃的火山土壤的小三角形区域，上面居住着拉丁人部落。它位于台伯河的左岸（东和南），向北延伸至阿涅内河（台伯河的左岸支流），向东南延伸至庞皮提纳帕卢斯（庞廷沼地）和南部为齊爾切奧海岬。
拉丁姆由於是羅馬城的所在地，曾經是羅馬帝國的文化和政治中心，在歷史上發揮了重要作用。拉丁人即佔領拉丁姆的部落民族的古老語言是拉丁語，即现代意大利语，法语，西班牙语，葡萄牙语，罗马尼亚语等罗曼语的祖先，是古體拉丁語的直接前身。古罗马人使用的拉丁字母更是被绝大多数西方国家沿用至今。继承了古希腊文化的拉丁姆地区是著名的藝術和建築作品如巴洛克风格的發源地。

## 地理
最早的拉丁姆是拉丁人部落的國家，這是一個大型的休眠火山，位於羅馬東南20（12英里）的阿爾班山，周長为64（40英里）。在它的中心是一個火山口湖，阿尔巴诺湖（義大利語：Lago Albano），形狀為橢圓形，長和寛約幾公里。第二高峰（卡沃山）的頂部是朱庇特拉蒂亞里斯（Jupiter Latiaris）的廟宇，在拉丁人在服從羅馬之前就曾履行前國家職能，羅馬人隨後履行了宗教和國家儀式。最後要建造的異教廟宇一直延續到中世紀，當時它的石頭和位置被重新用於各種修道院，最後又被用作酒店。在第二次世界大戰期間，德意志國防軍將其轉變為一個廣播電台，該廣播電台是1944年美軍军队在一次步兵戰鬥之後被俘獲的，目前它是一個有爭議的電信站，周圍環繞著天線，並且由於不適合於風景而在周圍居民中评价很差。

## 参阅
- 拉丁谷